# كارين سودر
كارين أن ماري سودر (بالسويدية: Karin Söder)، ولدت كارين بيرغنفور في 30 نوفمبر 1928 في كيل وتوفيت في 19 ديسمبر 2015 في تابي، وهي سياسية سويدية.
وهي أول امرأة ترأس حزبا سياسيا رئيسيا في السويد، الحزب المركزي من عام 1985 إلى عام 1987. وكانت سابقا واحدة من أول النساء اللواتي شغلت منصب وزيرة خارجية في العالم.

## سيرة
ولدت سودر في فريكيرود، في بلدية كيل ومقاطعة فارملاند. كانت طالبة في غوتيبورغ ثم في فالون، وعملت مدرسة، أولا في فارملاند ثم في تابي، شمال ستوكهولم. وفي تابي، كانت عضوا في المجلس المحلي في الفترة من 1963 إلى 1971. ثم عملت في مجلس مقاطعة ستوكهولم من 1969 إلى 19731.
في عام 1971 تم انتخاب سودر في البرلمان السويدي، وهو المنصب الذي شغلت فيه حتى عام 1991. وفي العام نفسه ، تم تعيينها رئيسة ثانية لحزب الوسط. في عام 1976 ، عينها رئيس الوزراء ثوربيورن فالين ، و هو في نفس الحزب ، كوزيرة للخارجية. وهي أول امرأة تشغل هذا المنصب في السويد ، وواحدة من أولى النساء في العالم. سقطت الحكومة في عام 1978 ، بعد خلاف حول القضية النووية. في عام 1979 ، أعاد حزب الوسط دمج التحالف في الحكومة. تم تعيين سودر وزيرة للصحة والشؤون الاجتماعية إلى أن خسر ائتلاف يمين الوسط انتخابات 1982.

## روابط خارجية
- كارين سودر على موقع مونزينجر (الألمانية)